# Рамон-Беренгер
Рамо́н-Беренге́р (ісп. Ramón Berenguer, кат. Ramon Berenguer) — чоловіче особове складене ім'я. Латиною — Ра́ймунд-Беренга́рій (лат. Raymundus Berengarius).

## Особи
- Рамон-Беренгер I — барселонський граф.
- Рамон-Беренгер II — барселонський граф.
- Рамон-Беренгер III — барселонський граф.
- Рамон-Беренгер IV — барселонський граф.
- Рамон-Беренгер V — дитяче ім'я  Альфонсо ІІ, барселонського графа і арагонського короля.